# ام‌جی ۵
ام‌جی ۵ یک خودروی کامپکت است که توسط شرکت انگلیسی ام‌جی کارز از سال ۲۰۱۲ تاکنون تولید شده‌است. از این خودرو در ۲۸ مارس ۲۰۱۲ در چین معرفی شد. پلت فرم این خودرو با رووی ۳۵۰ که در دسته‌بندی خودروهای سدان قرار می‌گیرد برابر است. ام‌جی ۵ برای اولین بار درقالب یک خودروی مفهومی در سال ۲۰۱۱ در نمایشگاه خودروی شانگهای با نام ام‌جی کانسپت۵ معرفی شد.